# Kriegsreuth

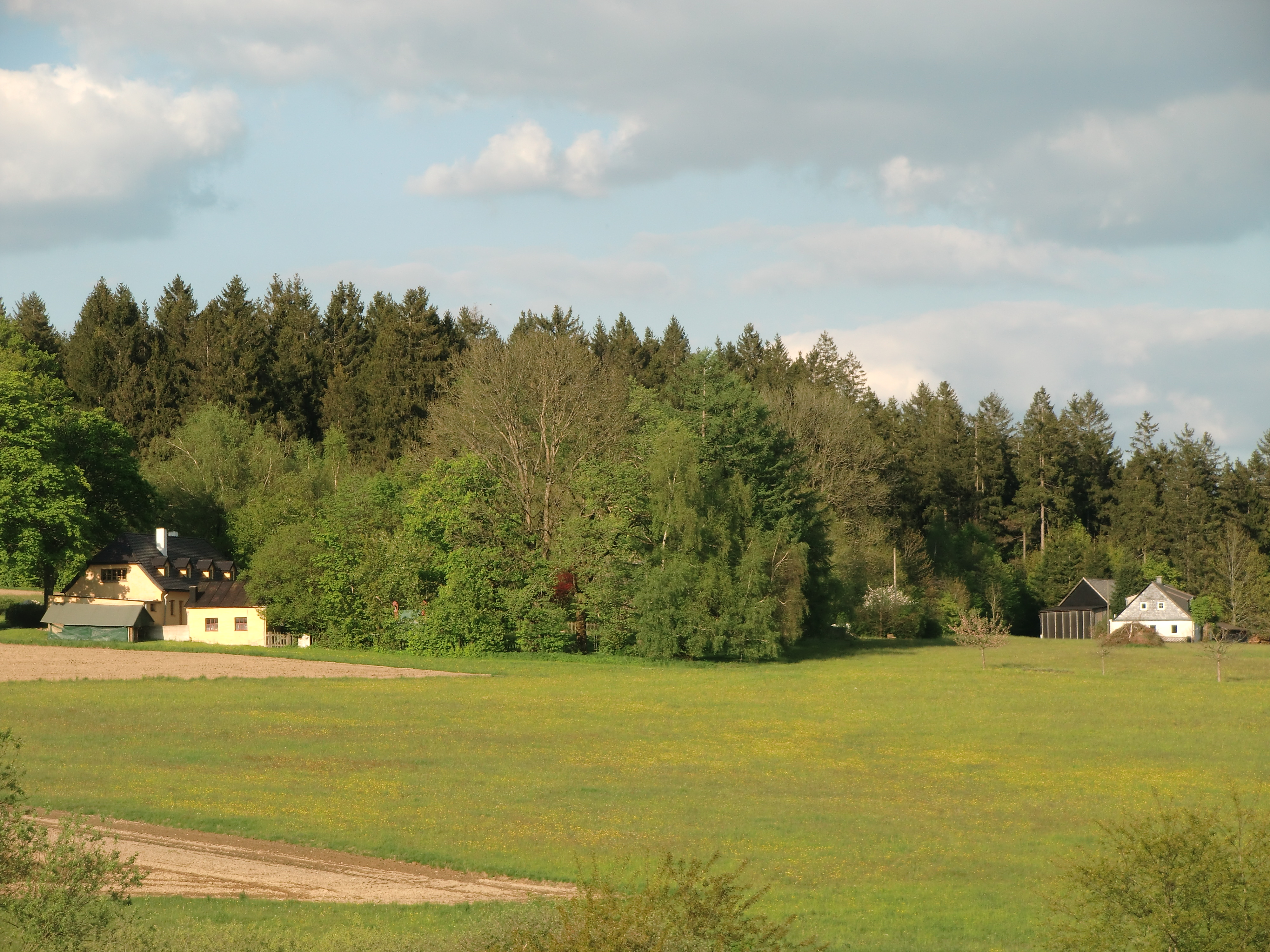
Ortsansicht des Weilers

Kriegsreuth ist ein Gemeindeteil der Stadt Helmbrechts im Landkreis Hof (Oberfranken, Bayern). Kriegsreuth liegt in der Gemarkung Oberweißenbach.

## Geografie
Der Weiler liegt am südlichen Hang des Kriegswalds, einem 728 Meter hohen und bewaldeten Berg. Im Süden befinden sich Feuchtwiesen des Kleinen Rehbachs. Ein Anliegerweg führt über Rappetenreuth-Helmbrechts nach Rappetenreuth-Grafengehaig zur  Kreisstraße KU 26 (0,6 km nordwestlich).

## Geschichte
Für das Jahr 1533 ist die Existenz eines Hofes am Ort des Weilers belegt, in den Jahren 1836 und 1838 wurden weitere vier Wohnhäuser errichtet, bei deren Bewohnern es sich um Gütler und Handweber handelte.
Von 1797 bis 1810 unterstand das Anwesen dem Justiz- und Kammeramt Münchberg. Infolge des Ersten Gemeindeedikts wurde das Anwesen dem 1812 gebildeten Steuerdistrikt Unterweißenbach und der zugleich entstandenen Ruralgemeinde Unterweißenbach zugewiesen, die 1820 vergrößert wurde und wenige Jahre später nach Oberweißenbach umbenannt wurde. Im Zuge der Gebietsreform in Bayern wurde Kriegsreuth am 1. Juli 1972 nach Helmbrechts eingemeindet.

### Einwohnerentwicklung
| Jahr      | 1861  | 1871   | 1885   | 1900   | 1925   | 1950   | 1961   | 1970   | 1987  |
| Einwohner | 34    | 37     | 45     | 44     | 29     | 20     | 19     | 10     | 11    |
| Häuser    |       |        | 5      | 5      | 5      | 5      | 4      |        | 4     |
| Quelle    | [ 9 ] | [ 10 ] | [ 11 ] | [ 12 ] | [ 13 ] | [ 14 ] | [ 15 ] | [ 16 ] | [ 1 ] |

## Religion
Kriegsreuth ist seit der Reformation evangelisch-lutherisch geprägt und ist bis heute nach St. Johannes der Täufer (Helmbrechts) gepfarrt.